# Cléopâtre V Séléné
 (mai 2020).
Si vous disposez d'ouvrages ou d'articles de référence ou si vous connaissez des sites web de qualité traitant du thème abordé ici, merci de compléter l'article en donnant les références utiles à sa vérifiabilité et en les liant à la section « Notes et références ».
Pour les articles homonymes, voir Cléopâtre et Cléopâtre Séléné.
Cléopâtre V Séléné I est reine d’Égypte puis reine de Syrie, fille du roi d’Égypte Ptolémée VIII Évergète II  Physcon et de Cléopâtre III.

## Biographie
Sa date de naissance est inconnue, mais comme elle épouse son frère Ptolémée IX Sôter II  Lathyros en 115 avant notre ère, on peut supposer qu'elle est née vers 135/130, juste avant l'exil de ses parents chassés d'Alexandrie par Cléopâtre II. Elle est en tout cas certainement la benjamine des enfants du couple royal, plus jeune que ses sœurs Cléopâtre IV et Cléopâtre Tryphaena.
Elle épouse successivement (cette succession peu commune de mariages a intrigué depuis l'Antiquité) :
- en 115, son frère Ptolémée IX Sôter II  Lathyros, divorcé de sa sœur Cléopâtre IV sur ordre de leur mère Cléopâtre III ;
- en 109-107, son frère Ptolémée X Alexandre Ier (?) : mariage dont l'existence est discutée et qui aurait eu lieu sur ordre de Cléopâtre III après la fuite de Ptolémée IX ;
- en 102, Antiochos VIII Philométor Épiphane Callinicos, Grypos (règne seul de 125/123 à 115, puis conjointement de 115/114 à 96), sur ordre de sa mère ;
- en 96, son beau-frère Antiochos IX Philopator Cyzicène (règne conjointement de 115/114 à 96 et seul de 96 à 95) ;
- en 95, son gendre Antiochos X Philopator Eusèbe (règne de 94 à 92 ?).

Elle est peut-être la mère de Bérénice III (née entre 115 et 107) et peut-être la mère de Ptolémée XI Alexandre II (né entre 107 et 102). Elle n'a pas d'enfants d'Antiochos VIII Grypos. Ses relations avec ses beaux-enfants et neveux (issus du mariage de Grypos et de sa sœur Tryphène) sont peut-être mauvaises, ce qui expliquerait son remariage avec Antiochos IX Philopator Cyzicène, puis son union avec Antiochos X Philopator Eusèbe. Ce dernier est probablement le père de ses deux fils : les futurs Antiochos XIII Asiatikos et Séleucos VII Philométor, identifié comme Séleucos VII Kybiosaktès, époux de Bérénice IV. Ils seraient nés entre 95 et 92/89 (la date exacte de la disparition d'Antiochos X Eusèbe n'est pas connue).
En 80 avant notre ère, à la mort de Bérénice III et de Ptolémée XI Alexandre II  (peut-être deux de ses enfants), elle revendique le trône d’Égypte pour ses deux fils qu'elle envoie à Rome plaider leur cause, porteurs de riches présents. Le Sénat les reconnaît comme légitimes héritiers du trône de Syrie, mais choisit de ne pas se prononcer quant à la couronne d’Égypte qui vient d'être dévolue à Ptolémée XII Aulète. Les deux princes quittent Rome et sont dévalisés au retour par Verrès (l'épisode est rapporté par Cicéron).
Les tribulations des deux princes sont inconnues. En 69, Antiochos XIII est rétabli sur le trône de Syrie par Lucullus.
C'est précisément à ce moment que Cléopâtre V Séléné est capturée par Tigrane II d'Arménie. Menacé par les Romains qui lui disputent la Syrie, il fait assassiner la reine à Séleucie sur l'Euphrate en 69.